# Ashes Against the Grain
Ashes Against the Grain er det tredje studiealbum fra det amerikanske dark folk metal-band Agalloch.

## Spor
1. "Limbs" – 9:50
2. "Falling Snow" – 9:38
3. "This White Mountain on Which You Will Die" – 1:39
4. "Fire Above, Ice Below" – 10:28
5. "Not Unlike the Waves" – 9:15
6. "Our Fortress Is Burning... I" – 5:25
7. "Our Fortress Is Burning... II – Bloodbirds" – 6:20
8. "Our Fortress Is Burning... III – The Grain" – 7:09
9. "Scars of the Shattered Sky (Our Fortress Has Burned to the Ground)" – 19:38 (limited edition bonusspor)

## Fodnoter
1. ↑  Taylor, Laura (juli 2006). "Agalloch - Ashes Against the Grain". Exclaim!. Arkiveret fra originalen 27. maj 2012. Hentet 3. september 2009.